# Poręba Dzierżna
Poręba Dzierżna – wieś w Polsce położona w województwie małopolskim, w powiecie olkuskim, w gminie Wolbrom.
| SIMC    | Nazwa            | Rodzaj    |
| ------- | ---------------- | --------- |
| 0224580 | Brzezina         | część wsi |
| 0224596 | Druga Kolonia    | część wsi |
| 0224604 | Dworskie         | część wsi |
| 0224610 | Kąty             | część wsi |
| 0224627 | Pierwsza Kolonia | część wsi |
| 0224633 | Sadziska         | część wsi |
| 0224640 | Studniska        | część wsi |
| 0224656 | Szpital          | część wsi |
| 0224662 | Warszawa         | część wsi |
| 0224679 | Zielona          | część wsi |
| 0224685 | Żabiniec         | część wsi |

W XIX w. wieś była siedzibą gminy Poręba Dzierżna. W latach 1954-1960 wieś była siedzibą gromady Poręba Dzierżna, po jej likwidacji w gromadzie Łobzów.
W latach 1975–1998 miejscowość administracyjnie należała do województwa katowickiego.

## Pacyfikacja wsi Poręba Dzierżna
7 sierpnia 1944 roku około godziny 9 na drodze z Poręby Dzierżnej do Udorza, partyzanci Armii Ludowej urządzili zasadzkę na hitlerowców. W potyczce zginęło czterech (niektóre źródła mówią o dwóch) niemieckich żołnierzy. W odwecie około godziny 13 oddziały niemieckie otoczyły wieś, przeszukały gospodarstwa, wyprowadzając z nich 40 mężczyzn, których zaprowadzono na plac Jana Laskowskiego, ustawiono pod ścianą jednej ze stodół i rozstrzelano, podpalając następnie stodołę. Od kul zginęło 39 Polaków, jednemu udało się zbiec z miejsca egzekucji (według niektórych relacji zbiegło kilku i ukryli się w łanach zboża lub u mieszkańców sąsiedniej wsi Chlina). Niemcy spalili też 2/3 zabudowań we wsi. W miejscu tragedii ustawiono pamiątkowy obelisk. Ofiary spoczywają w zbiorowej mogile na miejscowym cmentarzu parafialnym. Dla upamiętnienia martyrologii, wieś została odznaczona w 1983 roku orderem Krzyża Grunwaldu III Klasy.

## Zabytki
Obiekty wpisane do rejestru zabytków nieruchomych województwa małopolskiego:
- Kościół pw. św. Marcina, dzwonnica, otoczenie oraz drzewostan. Obiekt leży na małopolskim Szlaku Architektury Drewnianej[8].
- Dwór wraz z otaczającym parkiem oraz warzywnik, sad, stawy rybne i część leśna.

## Przyroda
W okolicach wsi bierze początek Porębianka, dopływ Udorki.

## Religia
Kościół jest siedzibą parafii pw. św. Marcina, należącej do dekanatu wolbromskiego – św. Katarzyny, diecezji sosnowieckiej.

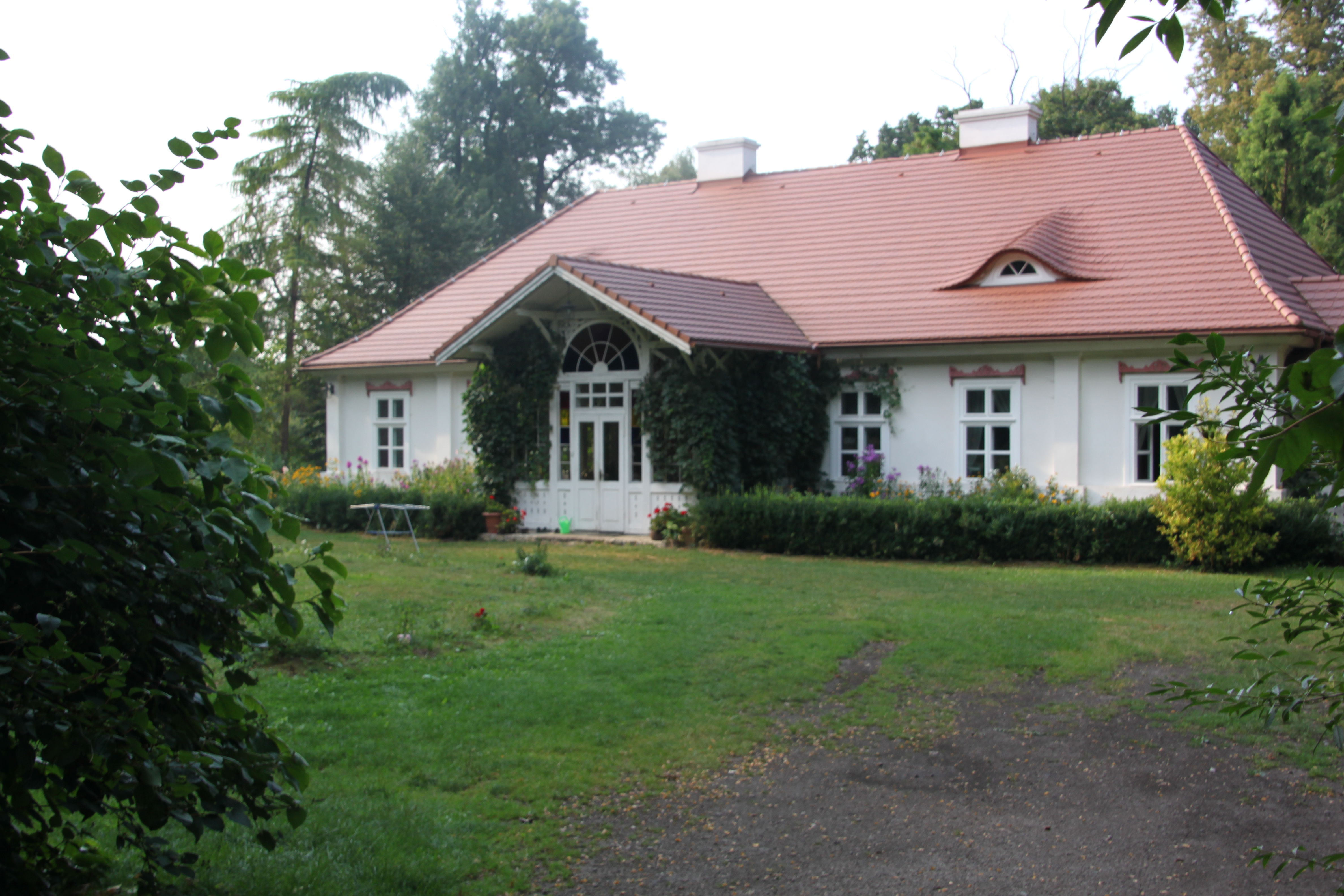